# Hercegovačka Goleša
Hercegovačka Goleša (cyr. Херцеговачка Голеша) – wieś w Serbii, w okręgu zlatiborskim, w gminie Priboj. W 2011 roku liczyła 311 mieszkańców.